# David di Donatello per il miglior regista esordiente
Il David di Donatello per il miglior regista esordiente è un premio cinematografico assegnato annualmente nell'ambito dei David di Donatello, a partire dall'edizione del 1982.
Il premio è dedicato al 4º Presidente dell'Accademia del Cinema Italiano - Premi David di Donatello Gian Luigi Rondi a partire dall'edizione del 2019.

## Vincitori e candidati
I vincitori sono indicati in grassetto.

### Anni 1982-1989
- 1982
  - Luciano Manuzzi - Fuori stagione
  - Alessandro Benvenuti - Ad ovest di Paperino
  - Enzo Decaro - Prima che sia troppo presto
- 1983
  - Francesco Laudadio - Grog
  - Marco Risi - Vado a vivere da solo
  - Cinzia TH Torrini - Giocare d'azzardo
  - Roberto Benigni - Tu mi turbi
- 1984
  - Roberto Russo - Flirt
  - Giacomo Battiato - I paladini: storia d'armi e d'amori
  - Francesca Marciano e Stefania Casini - Lontano da dove
- 1985
  - Luciano De Crescenzo - Così parlò Bellavista
  - Francesca Comencini - Pianoforte
  - Francesco Nuti - Casablanca, Casablanca
- 1986
  - Enrico Montesano - A me mi piace
  - Amanzio Todini - I soliti ignoti vent'anni dopo
  - Valerio Zecca - Chi mi aiuta?
- 1987
  - Giorgio Treves - La coda del diavolo
  - Antonietta De Lillo e Giorgio Magliulo - Una casa in bilico
  - Giuseppe Tornatore - Il camorrista
- 1988
  - Daniele Luchetti - Domani accadrà
  - Carlo Mazzacurati - Notte italiana
  - Stefano Reali - Laggiù nella giungla
- 1989
  - Francesca Archibugi - Mignon è partita
  - Massimo Guglielmi - Rebus
  - Sergio Staino - Cavalli si nasce

### Anni 1990-1999
- 1990
  - Ricky Tognazzi - Piccoli equivoci
  - Giacomo Campiotti - Corsa di primavera
  - Gianfranco Cabiddu - Disamistade
  - Livia Giampalmo - Evelina e i suoi figli
  - Monica Vitti - Scandalo segreto
- 1991: 
  - Alessandro D'Alatri - Americano rosso
  - Sergio Rubini - La stazione
  - Antonio Monda - Dicembre
  - Christian De Sica - Faccione
  - Michele Placido - Pummarò
- 1992
  - Maurizio Zaccaro - Dove comincia la notte
  - Massimo Scaglione - Angeli a Sud
  - Giulio Base - Crack
- 1993
  - Mario Martone - Morte di un matematico napoletano
  - Pasquale Pozzessere - Verso sud
  - Carlo Carlei - La corsa dell'innocente
- 1994
  - Simona Izzo - Maniaci sentimentali
  - Francesco Ranieri Martinotti - Abissinia
  - Leone Pompucci - Mille bolle blu
- 1995
  - Paolo Virzì - La bella vita
  - Sandro Baldoni - Strane storie
  - Alberto Simone - Colpo di luna
- 1996
  - Stefano Incerti - Il verificatore
  - Mimmo Calopresti - La seconda volta
  - Leonardo Pieraccioni - I laureati
- 1997
  - Fulvio Ottaviano - Cresceranno i carciofi a Mimongo
  - Franco Bernini - Le mani forti
  - Ugo Chiti - Albergo Roma
  - Roberto Cimpanelli - Un inverno freddo freddo
  - Anna Di Francisca - La bruttina stagionata
- 1998
  - Roberta Torre - Tano da morire
  - Riccardo Milani - Auguri professore
  - Aldo, Giovanni e Giacomo e Massimo Venier - Tre uomini e una gamba
- 1999
  - Luciano Ligabue - Radiofreccia
  - Giuseppe M. Gaudino - Giro di lune tra terra e mare
  - Gabriele Muccino - Ecco fatto

### Anni 2000-2009
- 2000
  - Alessandro Piva - La capagira
  - Andrea e Antonio Frazzi - Il cielo cade
  - Piergiorgio Gay e Roberto San Pietro - Tre storie
- 2001
  - Alex Infascelli - Almost Blue
  - Roberto Andò - Il manoscritto del Principe
  - Rolando Stefanelli - Il prezzo
- 2002
  - Marco Ponti - Santa Maradona
  - Vincenzo Marra - Tornando a casa
  - Paolo Sorrentino - L'uomo in più
- 2003
  - Daniele Vicari - Velocità massima
  - Francesco Falaschi - Emma sono io
  - Michele Mellara e Alessandro Rossi - Fortezza Bastiani
  - Marco Simon Puccioni - Quello che cerchi
  - Spiro Scimone e Francesco Sframeli - Due amici
- 2004
  - Salvatore Mereu - Ballo a tre passi
  - Andrea Manni - Il fuggiasco
  - Francesco Patierno - Pater familias
  - Piero Sanna - La destinazione
  - Maria Sole Tognazzi - Passato prossimo
- 2005
  - Saverio Costanzo - Private
  - Paolo Franchi - La spettatrice
  - David Grieco - Evilenko
  - Stefano Mordini - Provincia meccanica
  - Paolo Vari e Antonio Bocola - Fame chimica
- 2006
  - Fausto Brizzi - Notte prima degli esami
  - Vittorio Moroni - Tu devi essere il lupo
  - Francesco Munzi - Saimir
  - Fausto Paravidino - Texas
  - Stefano Pasetto - Tartarughe sul dorso
- 2007
  - Kim Rossi Stuart - Anche libero va bene
  - Alessandro Angelini - L'aria salata
  - Francesco Amato - Ma che ci faccio qui
  - Giambattista Avellino, Ficarra e Picone - Il 7 e l'8
  - Davide Marengo - Notturno bus
- 2008
  - Andrea Molaioli - La ragazza del lago
  - Fabrizio Bentivoglio - Lascia perdere, Johnny!
  - Giorgio Diritti - Il vento fa il suo giro
  - Marco Martani - Cemento armato
  - Silvio Muccino - Parlami d'amore
- 2009
  - Gianni Di Gregorio - Pranzo di ferragosto
  - Marco Amenta - La siciliana ribelle
  - Umberto Carteni - Diverso da chi?
  - Tony D'Angelo - Una notte
  - Marco Pontecorvo - Pa-ra-da

### Anni 2010-2019
- 2010
  - Valerio Mieli - Dieci inverni
  - Susanna Nicchiarelli - Cosmonauta
  - Claudio Noce - Good Morning Aman
  - Marco Chiarini - L'uomo fiammifero
  - Giuseppe Capotondi - La doppia ora
- 2011
  - Rocco Papaleo - Basilicata coast to coast
  - Aureliano Amadei - 20 sigarette
  - Edoardo Leo - 18 anni dopo
  - Paola Randi - Into Paradiso
  - Massimiliano Bruno - Nessuno mi può giudicare
- 2012
  - Francesco Bruni - Scialla! (Stai sereno)
  - Stefano Sollima - ACAB - All Cops Are Bastards
  - Alice Rohrwacher - Corpo celeste
  - Andrea Segre - Io sono Li
  - Guido Lombardi - Là-bas - Educazione criminale
- 2013
  - Leonardo Di Costanzo - L'intervallo
  - Giorgia Farina - Amiche da morire
  - Alessandro Gassmann - Razzabastarda
  - Luigi Lo Cascio - La città ideale
  - Laura Morante - Ciliegine
- 2014
  - Pierfrancesco Diliberto - La mafia uccide solo d'estate
  - Valeria Golino - Miele
  - Fabio Grassadonia e Antonio Piazza - Salvo
  - Matteo Oleotto - Zoran - Il mio nipote scemo
  - Sydney Sibilia - Smetto quando voglio
- 2015
  - Edoardo Falcone - Se Dio vuole
  - Andrea Jublin - Banana
  - Lamberto Sanfelice - Cloro
  - Eleonora Danco - N-Capace
  - Laura Bispuri - Vergine giurata
- 2016
  - Gabriele Mainetti - Lo chiamavano Jeeg Robot
  - Carlo Lavagna - Arianna
  - Adriano Valerio - Banat - Il viaggio
  - Piero Messina - L'attesa
  - Francesco Miccichè e Fabio Bonifacci - Loro chi?
  - Alberto Caviglia - Pecore in erba
- 2017
  - Marco Danieli - La ragazza del mondo
  - Michele Vannucci - Il più grande sogno
  - Marco Segato - La pelle dell'orso
  - Fabio Guaglione e Fabio Resinaro - Mine
  - Lorenzo Corvino - WAX: We Are the X
- 2018
  - Donato Carrisi - La ragazza nella nebbia
  - Cosimo Gomez - Brutti e cattivi
  - Roberto De Paolis - Cuori puri
  - Andrea Magnani - Easy - Un viaggio facile facile
  - Andrea De Sica - I figli della notte
- 2019
  - Alessio Cremonini - Sulla mia pelle
  - Luca Facchini - Fabrizio De André - Principe libero
  - Simone Spada - Hotel Gagarin
  - Fabio e Damiano D'Innocenzo - La terra dell'abbastanza
  - Valerio Mastandrea - Ride

### Anni 2020-2029
- 2020
  - Phaim Bhuiyan - Bangla
  - Igort - 5 è il numero perfetto
  - Leonardo D'Agostini - Il campione
  - Marco D'Amore - L'immortale
  - Carlo Sironi - Sole

- 2021
  - Pietro Castellitto - I predatori
  - Ginevra Elkann - Magari
  - Mauro Mancini - Non odiare
  - Alice Filippi - Sul più bello
  - Luca Medici - Tolo Tolo

- 2022
  - Laura Samani - Piccolo corpo
  - Gianluca Jodice - Il cattivo poeta
  - Maura Delpero - Maternal
  - Alessio Rigo de Righi, Matteo Zoppis - Re Granchio
  - Francesco Costabile - Una femmina

- 2023
  - Giulia Steigerwalt - Settembre
  - Carolina Cavalli - Amanda
  - Jasmine Trinca - Marcel!
  - Niccolò Falsetti - Margini
  - Vincenzo Pirrotta - Spaccaossa

- 2024
  - Paola Cortellesi – C'è ancora domani
  - Giacomo Abbruzzese – Disco Boy
  - Micaela Ramazzotti – Felicità
  - Michele Riondino – Palazzina Laf
  - Giuseppe Fiorello – Stranizza d'amuri

- 2025
  - Margherita Vicario – Gloria!
  - Edgardo Pistone – Ciao bambino
  - Loris Lai – I bambini di Gaza - Sulle onde della libertà
  - Gianluca Santoni – Io e il Secco
  - Neri Marcorè – Zamora